# Hafning bei Trofaiach
Hafning bei Trofaiach ist eine ehemalige Gemeinde im Bezirk Leoben, Steiermark. Seit 2013 ist Hafning mit Trofaiach zusammengeschlossen.

## Geschichte
Die nachhaltige Besiedlung des ehemaligen Gemeindegebietes begann im Mittelalter. Orts- und Gebietsnamen erinnern an die slawische Besiedlung im Frühmittelalter und die bayrische Besiedlung in darauffolgenden Jahrhunderten. Für das Trofaiacher Becken kann eine bayrisch-slawische Mischbevölkerung bis zum Ende des 12. Jahrhunderts als sicher angenommen werden. Darauf weisen auch viele geographische Bezeichnungen hin. Danach verschwand der slawische Bevölkerungsanteil durch Assimilation durch die deutschsprachige Mehrheitsbevölkerung. Beispiele für Ortsnamen slawischer Herkunft sind:
- Krumpen von kronpa (‚das kleine Tal‘),
- Rötz, mittelalterlich Recz von rečica (‚Bächlein‘),
- Treffning von trebiti (‚roden‘),
- Trattning von trata (‚Viehweide, Flur‘),
- Laintal, mittelalterlich Lonktal von lonka (‚Wiese, Aue‘).

Das Gebiet von Hafning entsprach über Jahrhunderte dem einer typischen obersteirischen Landgemeinde mit bäuerlichen Strukturen und teilte die wechselvollen Geschicke der übrigen Steiermark. Durch die räumliche Nähe zu den Zentren der obersteirischen Eisenindustrie war zumeist eine gute Absatzlage für die landwirtschaftlichen Produkte gegeben. Andererseits wohnten viele Hüttenarbeiter und Bergleute in den Dörfern und Gräben im Raum Hafning. Frühzeitig wurde im Gebiet von Hafning Erzabbau betrieben. Nachgewiesen ist vor allem ein ehemaliger Zinnober- und Quecksilberbergbau im hinteren Krumpengraben, und zwar im Gebiet der Zölzalpe und beim Krumpensee, sowie ein Eisenerzabbau im Rötzgraben in der Nähe des heutigen Gehöftes Höller.
Die Gemeinde Hafning, im heutigen Sinne, entstand nach 1848 nach der Aufhebung der Grundherrschaft und der daraus resultierenden Neuordnung der Verwaltungseinheiten. Sie entstand durch die Zusammenfassung der fünf ursprünglich zum seinerzeitigen Bezirk Freienstein gehörenden Katastralgemeinden Hafning, Krumpen, Rötz, Treffning und Laintal.
In kirchlicher Hinsicht gehört das Gebiet von Hafning von jeher zur Pfarre Trofaiach. Daher ist auch der in Trofaiach bestehende Friedhof die für die Hafninger zuständige Begräbnisstätte. Auch der für Hafning zuständige Polizeiposten und das Postamt befinden sich in Trofaiach. Das Gebiet des Laintales wurde bis zu dessen Auflösung Ende Mai 2014 von der Polizei aus Sankt Peter-Freienstein betreut. Einige Häuser im nördlichsten Bereich von Hafning gehören zum Postbezirk von 8794 Vordernberg.
Mit 1. April 1939 wurden große zur Gemeinde Hafning gehörende Flächen an die Gemeinde Trofaiach angegliedert. Es handelte sich dabei um den Glögglhof und die zum Glögglhof gehörenden Wiesen und Äcker, die bis zur Gegend der heutigen Reitingstraße reichten. Auf diesen entstand die Gladensiedlung für die Arbeiter und Angestellten des Hüttenwerkes Donawitz (seinerzeit Hermann-Göring-Werke). Bis 1945 wurde überhaupt die ganze Gemeinde Hafning von Trofaiach kommissarisch verwaltet. Dies wurde bald nach dem Zweiten Weltkrieg aber wieder rückgängig gemacht. In den Jahren um 1960 wurde dann noch der Bereich des Baumschulweges an der Ortsgrenze an Trofaiach eingemeindet.
In den letzten fünfzig Jahren waren in Hafning zahlreiche Einfamilienwohnhäuser entstanden. Dies geschah vor allem in Sonndorf, im vorderen Rötzgraben und im Laintal, während in den hinteren Teilen der Gräben immer weniger Menschen wohnen.
Per 1. Juni 1951 wurde die Gemeinde Hafning in Hafning bei Trofaiach umbenannt.
Anfang des Jahres 2012, anlässlich der Gemeindestrukturreform der Steiermark 2010–2015, begannen Gespräche zwischen den Nachbargemeinden Gai, Hafning, Trofaiach und Vordernberg, die einen Zusammenschluss dieser vier Gemeinden zum Ziel hatten. Am 30. September 2012 wurde über das Ergebnis dieser Verhandlungen eine Volksabstimmung abgehalten. Die Bewohner von Hafning stimmten für den Zusammenschluss. In Hafning war das Ergebnis mit 52,7 % Ja-Stimmen bei 56,9 % Beteiligung knapp für den Zusammenschluss. Per 1. Jänner 2013 entstand die neue Stadt mit dem bisherigen Namen Trofaiach, mit rund 11.300 Einwohnern.

### Einwohnerentwicklung
Die Einwohnerentwicklung der Gemeinde:
- 1869 1.668
- 1900 1.698
- 1934 1.857
- 1951 1.730
- 1961 1.748
- 1971 1.778
- 1981 1.711
- 1991 1.689
- 2001 1.653

### Ehemalige Gemeindegliederung und Ausdehnung
Hafning bei Trofaiach bestand aus folgenden fünf Ortschaften bzw. gleichnamigen Katastralgemeinden (Fläche Stand 31. Dezember 2023, Einwohner Stand 1. Jänner 2024):
| KG / Ortschaft | Fläche      | Einw. |
| -------------- | ----------- | ----- |
| Hafning        | 804,78 ha   | 495   |
| Krumpen        | 1.611,49 ha | 61    |
| Laintal        | 1.824,47 ha | 594   |
| Rötz           | 2.546,15 ha | 334   |
| Treffning      | 847,8 ha    | 100   |

Das Gemeindegebiet erstreckte sich vom Ort Hafning, der seinerzeit schon weitgehend mit Trofaiach verwachsen war und direkt an der Gemeindegrenze lag, über die Nebentäler des Vordernbergertals (im Haupttal selbst aber nur einen Abschnitt), nach Nordwesten bis an den Eisenerzer Reichenstein, im Nordosten an den Hochturm (Trenchtling), und im Südosten bis an das Himberger Eck, und umschloss das viel kleinere Trofaiach im Norden und Osten. Es maß knapp 15½ Kilometer Südost–Nordwest und umfasste 8.128,68 Hektar. Ein sehr großer Teil des Gebietes besteht aus Wald und Bergland über der Waldgrenze.
Nachbargemeinden waren (zuletzt) von Süden im Uhrzeigersinn:
Trofaiach, Gai, Eisenerz, Vordernberg, Tragöß, St. Katharein an der Laming, Proleb, Leoben und Sankt Peter-Freienstein.

### Das Dorf Hafning
Hafning ist Stadtteil, Ortschaft und Katastralgemeinde der Gemeinde Trofaiach im Bezirk Leoben der Steiermark.
Geographische Lage
Hafning liegt im Vordernbergertal zwischen Trofaiach und Vordernberg an der steirischen Eisenstraße. Es befindet sich im Norden der Talsenke des Trofaiacher Beckens. Bei Hafning zweigt das Seitental Krumpen nach Nordwesten ab.
Die Ortschaft hat etwa 200 Gebäude mit etwa 600 Einwohnern, davon der Großteil direkt im Dorf und dem seit 1945 entstandenen neueren Wohngebiet Sonndorf am Westhang (linke Talseite). Zur Ortschaft und Katastralgemeinde Hafning gehören auch die zerstreuten Häuser In der Loiben und Trattning (von den Einheimischen eigentlich „Traning“ genannt) taleinwärts und heute als Wochenendhäuser genutzte ehemaligen Bauernhöfe, wie zum Beispiel Schwaberger oberhalb von Sonndorf, sowie die Kälberalm und Einzellagen Weißenberg und Silbersberg links oberhalb der Loiben und Trattning. Das Katastralgebiet umfasst 802,83 ha, außer dem Talgrund durchwegs Bergland an beiden Talseiten.
Nachbarorte, -ortschaften und -katastralgemeinden:
| Krumpen (O)            | Vordernberg (O, KG u. Gem.) In der Loiben   |          |
|                        | Kompassrose, die auf Nachbargemeinden zeigt | Rötz (O) |
| Gladenhof (O. Grumpen) | Trofaiach (O u. KG)                         | Sonndorf |

Namensherkunft
Der Ortsname kommt vom althochdeutschen Wort havanari, was Töpfer oder Hafner bedeutet, und auf die Tätigkeit der ursprünglichen Siedler hinweist. Erhärtet wird diese Deutung des Ortsnamens durch die Ausgrabung einer frühzeitigen Hafnersiedlung nördlich des heutigen Bahnhofes, die von Historikern auf eine Zeit vor 1200 datiert wird. Der Ortsname wäre also – anders als manche slawischstämmigen Namen des Raumes – ein echter -ing-Name im Sinne von Siedlung des/der ….

## Ehemalige Gemeindevertretung
- SPÖ: 10
- ÖVP: 4
- FPÖ: 1

Der Gemeinderat hatte zuletzt 15 Sitze und setzte sich seit der Gemeinderatswahl 2010 aus Mandaten der folgenden Parteien zusammen:
- 10 Sozialdemokratische Partei Österreichs (SPÖ)– stellte den Bürgermeister
- 4 Österreichische Volkspartei (ÖVP) – stellte den Vizebürgermeister
- 1 Freiheitliche Partei Österreichs (FPÖ)

### Ehemaliges Wappen
Das Wappen zeigt im oberen Feld einen typischen Kohlenwagen. Mit solchen von Pferden oder Ochsen gezogenen hochbordigen Wagen wurde die in den Wäldern von Hafning aber auch in anderen obersteirischen Wäldern erzeugte Holzkohle in das nahe Vordernberg geführt, wo sie in den Radwerken für die Roheisenerzeugung verwendet wurde. Anfang des 20. Jahrhunderts wurde diese Art der Roheisenerzeugung durch die Kokshochöfen abgelöst.
Die Verleihung des Gemeindewappens erfolgte mit Wirkung vom 1. September 1982. Mit Auflösung der Gemeinde wurde es ungültig.

## Kultur und Sehenswürdigkeiten
Hafninger Gasslfest – Anfang Juni wird von den Gewerbetreibenden von Hafning das „Gasslfest“ veranstaltet, an welchem die gesamte Bevölkerung von Hafning und den umliegenden Gemeinden teilnimmt.

## Persönlichkeiten
- Waltraut Hladny (* 1950), Politikerin